# 22. rozdanie nagród Złotych Malin

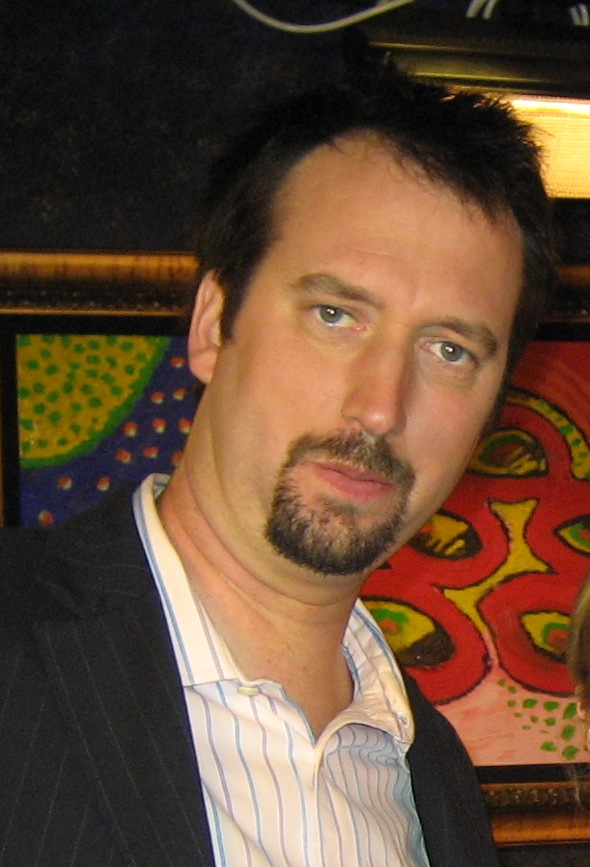
Tom Green

Złote Maliny przyznane za rok 2001:
| Kategoria                      | Dla                                                                         | Za                                      |
| ------------------------------ | --------------------------------------------------------------------------- | --------------------------------------- |
| Najgorszy film                 | Niels Aalbćk Jensen                                                         | Luźny gość                              |
| Najgorszy film                 | Demian Lichtenstein, Eric Manes, Elie Samaha, Richard Spero, Andrew Stevens | 3000 mil do Graceland                   |
| Najgorszy film                 | Renny Harlin, Elie Samaha, Sylvester Stallone                               | Wyścig                                  |
| Najgorszy film                 | Laurence Mark                                                               | Glitter                                 |
| Najgorszy film                 | Michael Bay, Jerry Bruckheimer                                              | Pearl Harbor                            |
| Najgorszy remake/sequel        | Richard D. Zanuck                                                           | Planeta Małp                            |
| Najgorszy remake/sequel        | Paul Hogan, Lance Cool                                                      | Krokodyl Dundee w Los Angeles           |
| Najgorszy remake/sequel        | Larry J. Franco, Kathleen Kennedy                                           | Park Jurajski III                       |
| Najgorszy remake/sequel        | Michael Bay, Jerry Bruckheimer                                              | Pearl Harbor                            |
| Najgorszy remake/sequel        | Elliott Kastner, Steven Reuther, Deborah Stoff, Erwin Stoff                 | Słodki listopad                         |
| Najgorszy aktor                | Tom Green                                                                   | Luźny gość                              |
| Najgorszy aktor                | Ben Affleck                                                                 | Pearl Harbor                            |
| Najgorszy aktor                | Kevin Costner                                                               | 3000 mil do Graceland                   |
| Najgorszy aktor                | Keanu Reeves                                                                | Krótka piłka Słodki listopad            |
| Najgorszy aktor                | John Travolta                                                               | Kod dostępu Teren prywatny              |
| Najgorsza aktorka              | Mariah Carey                                                                | Glitter                                 |
| Najgorsza aktorka              | Penélope Cruz                                                               | Blow Kapitan Corelli Vanilla Sky        |
| Najgorsza aktorka              | Angelina Jolie                                                              | Lara Croft: Tomb Raider Grzeszna miłość |
| Najgorsza aktorka              | Jennifer Lopez                                                              | Oczy anioła Powiedz tak                 |
| Najgorsza aktorka              | Charlize Theron                                                             | Słodki listopad                         |
| Najgorszy aktor drugoplanowy   | Charlton Heston                                                             | Planeta Małp Psy i koty Romanssidło     |
| Najgorszy aktor drugoplanowy   | Max Beesley                                                                 | Glitter                                 |
| Najgorszy aktor drugoplanowy   | Burt Reynolds                                                               | Wyścig                                  |
| Najgorszy aktor drugoplanowy   | Sylvester Stallone                                                          | Wyścig                                  |
| Najgorszy aktor drugoplanowy   | Rip Torn                                                                    | Luźny gość                              |
| Najgorsza aktorka drugoplanowa | Estella Warren                                                              | Wyścig Planeta Małp                     |
| Najgorsza aktorka drugoplanowa | Drew Barrymore                                                              | Luźny gość                              |
| Najgorsza aktorka drugoplanowa | Courteney Cox                                                               | 3000 mil do Graceland                   |
| Najgorsza aktorka drugoplanowa | Julie Hagerty                                                               | Luźny gość                              |
| Najgorsza aktorka drugoplanowa | Goldie Hawn                                                                 | Romanssidło                             |
| Najgorsza reżyseria            | Tom Green                                                                   | Luźny gość                              |
| Najgorsza reżyseria            | Michael Bay                                                                 | Pearl Harbor                            |
| Najgorsza reżyseria            | Peter Chelsom, Warren Beatty                                                | Romanssidło                             |
| Najgorsza reżyseria            | Vondie Curtis-Hall                                                          | Glitter                                 |
| Najgorsza reżyseria            | Renny Harlin                                                                | Wyścig                                  |
| Najgorszy scenariusz           | Tom Green, Derek Harvie                                                     | Luźny gość                              |
| Najgorszy scenariusz           | Richard Recco, Demian Lichtenstein                                          | 3000 mil do Graceland                   |
| Najgorszy scenariusz           | Sylvester Stallone, Jan Skrentny, Neal Tabachnick                           | Wyścig                                  |
| Najgorszy scenariusz           | Kate Lanier, Cheryl L. West                                                 | Glitter                                 |
| Najgorszy scenariusz           | Randal Wallace                                                              | Pearl Harbor                            |
| Najgorszy duet aktorski        | Tom Green i jakiekolwiek wykorzystywane przez niego zwierzę                 | Luźny gość                              |
| Najgorszy duet aktorski        | Kurt Russell, Kevin Costner i Courteney Cox                                 | 3000 mil do Graceland                   |
| Najgorszy duet aktorski        | Burt Reynolds i Sylvester Stallone                                          | Wyścig                                  |
| Najgorszy duet aktorski        | Mariah Carey                                                                | Glitter                                 |
| Najgorszy duet aktorski        | Ben Affleck, Kate Beckinsale, Josh Hartnett                                 | Pearl Harbor                            |